# Jafaro
Jafaro est une commune rurale malgache située dans la partie centre de la région d'Androy.